# Werner Doede
Werner Doede (* 1. November 1904 in Posen; † 16. Juni 2000 in Kassel) war ein deutscher Grafiker, Maler, Kunsthistoriker, Kurator, Autor und Hochschullehrer. Von 1945 bis 1953 leitete er die Städtischen Kunstsammlungen Düsseldorf. Nach einer freiberuflichen Tätigkeit in Berlin war er von 1961 bis 1974 Dozent für Kunst- und Kulturgeschichte an der Staatlichen Werkkunstschule Kassel (seit 1970 Hochschule für Bildende Künste/Gesamthochschule Kassel).

## Leben
Geboren in Posen und aufgewachsen in Kahla und Erfurt studierte Doede ab 1923 und von 1926 bis 1929 Kunstgeschichte in Berlin sowie von 1924 bis 1925 an der Staatlichen Akademie für graphische Künste und Buchgewerbe in Leipzig Gebrauchsgrafik und Typografie. Bei seinem Studium wurde er von der Studienstiftung des deutschen Volkes unterstützt. Durch Vermittlung des Kunsthistorikers Walter Passarge debütierte er 1929 mit seiner ersten Ausstellung in Erfurt. In den Jahren 1932 bis 1934 studierte er unter Heinrich Campendonk, Heinrich Nauen und Franz Radziwill Malerei an der Kunstakademie Düsseldorf sowie unter Rudolf Kömstedt Kunstgeschichte an der Universität zu Köln. Nach seiner Promotion über ein Thema der Schriftenformgeschichte im Jahr 1935 begann er 1936 ein Volontariat bei den Städtischen Kunstsammlungen in Düsseldorf, anschließend wurde er dort von dem Museumsleiter Hans Wilhelm Hupp als wissenschaftlicher Mitarbeiter übernommen. Neben dieser Tätigkeit schrieb er als Kunstberichterstatter für die Rheinisch-Westfälische Zeitung in Essen.
Nachdem Hupps Nachfolger, der Maler Fred Kocks, der als NSDAP-Mitglied, Redenschreiber und Protegé des Düsseldorfer Gauleiters Friedrich Karl Florian schnell Karriere vom Kustos zum Museumsleiter gemacht hatte, auf Betreiben der britischen Militärregierung 1945 aus seinem Amt entfernt und in eine andere städtische Dienststelle versetzt worden war, rückte Doede, der zwischen 1940 und 1945 als Soldat am Zweiten Weltkrieg teilgenommen hatte und aus britischer Gefangenschaft entlassen worden war, im August 1945 als politisch Unbelasteter zum kommissarischen Leiter der Düsseldorfer Kunstsammlungen auf. 1947 folgte seine Ernennung zum Kustos und damit seine Übernahme in das Beamtenverhältnis auf Widerruf.
Als solcher hatte er unter Personalnot schwierige Fragen der Reorganisation zu bewältigen, darunter die Sanierung und Neueinrichtung des Museums am Ehrenhof, das während des Krieges teilweise zum Telegrafenamt und zur Post umfunktioniert worden war, ferner die Restitution illegitim angekaufter Werke alter Meister sowie die Rückführung ehemaliger und ausgelagerter Bestände in die eigenen Sammlungen. In seiner Museumspolitik wirkte Doede durch die am 15. Juli 1946 eröffnete Ausstellung „Lebendiges Erbe“ mit Werken der in den letzten zwölf Jahren ermordeten oder gestorbenen Künstler auf die Rehabilitierung der im Nationalsozialismus als „entartet“ eingestuften Kunst hin. Außerdem zeigte er in Ausstellungen einen repräsentativen Querschnitt ausländischen Kunstschaffens. Darüber hinaus beleuchtete er in Ausstellungen wie „100 Jahre Düsseldorfer Malerei“ und „Deutsche Maler seit der Romantik“ auch die lokale und regionale Kunst. Auch wirkte er 1951/1952 maßgeblich an der Kunstausstellung Eisen und Stahl mit, die Verbände der westdeutschen Stahlindustrie initiiert hatten und im Kunstpalast am Ehrenhof durchführten. Beim Wiederaufbau der Sammlungen moderner Kunst legte Doede Wert auf den Erwerb der Werke verfemter Künstler sowie den Wiedererwerb von expressionistischer Druckgrafik und Zeichnungen, die einst zu den Sammlungen gezählt hatten. Ähnlich ging er bei den in der Zeit des Nationalsozialismus beschlagnahmten Gemälden und Skulpturen vor.
Trotz der Erfolge stieß Doede, der die Praxis der Ausleihe von Kunst zur Ausschmückung von Büroräumen beendet hatte,  der Entnahme von Werken aus den Sammlungen zu Geschenkzwecken kompromisslos entgegengetreten war und 1949 den Versuch der Rückversetzung Fred Kocks in die Leitung der Städtischen Sammlungen vereitelt hatte, innerhalb der Stadt vielfach auf Ablehnung. Nachdem der Vorschlag des Kulturausschusses, Doede zum Direktor der Sammlungen zu bestellen, am Widerstand des Personalausschusses gescheitert war, gelangte die Personalie 1952 erneut in den Kulturausschuss, wo der zuständige Kulturdezernent Erwin Menken Doedes Fähigkeiten offen bezweifelte. 1953 – wenige Tage vor seiner Verbeamtung – erfolgte schließlich Doedes Kündigung, nachdem er ein zweites Mal gegen die Rückversetzung Kocks interveniert hatte. Kurz zuvor war er zum Vorsitzenden der Arbeitsgemeinschaft rheinischer Museen ernannt worden.
Mit einer Abfindung als finanzieller Grundlage arbeitete Doede anschließend freiberuflich in West-Berlin. Ab dieser Zeit wirkte er sowohl wieder künstlerisch, indem er Zeichnungen und Collagen fertigte, als auch durch wissenschaftliche Publikationen und Ausstellungen. 1963 trat er etwa durch die in Baden-Baden und Amsterdam gezeigte Ausstellung „Schrift und Bild“ in Erscheinung. Berufen durch Jupp Ernst dozierte er ab 1961 Kunst- und Kulturgeschichte an der Staatlichen Werkkunstschule Kassel. Seine Lehrtätigkeit endete 1974.

## Schriften (Auswahl)
- Kunstsammlungen der Stadt Düsseldorf. Düsseldorf 1947.
- Fritz Reusing. Ausstellungskatalog der Städtischen Kunstsammlungen Düsseldorf, Düsseldorf 1950.
- Museums- und Ausstellungskataloge. In: Kulturarbeit, 11 (1950), S. 249 f.
- Kunstausstellung Eisen und Stahl, Düsseldorf 1952. Kuratorium Kunstausstellung Eisen und Stahl, Düsseldorf 1952.
- Schön schreiben, eine Kunst. Johann Neudörffer und seine Schule im 16. und 17. Jahrhundert. München 1957.
- Bibliographie deutscher Schreibmeisterbücher von Neudörffer bis 1800. Verlag Ernst Hauswedell, Stuttgart 1958.
- Lebendiges Metall. Ausstellungskatalog der Städtischen Kunstgalerie Bochum, Bochum 1960.
- Berlin. Kunst und Künstler seit 1870. Anfänge und Entwicklungen. Bongers, Recklinghausen 1961.
- Lotte B. Prechner. Bongers, Recklinghausen 1966.
- Robert Pudlich. Monographien zur rheinisch-westfälischen Kunst der Gegenwart, Band 35, Bongers, Recklinghausen 1968.
- mit Gisela Doede: Die Berliner Secession. Berlin als Zentrum der deutschen Kunst von der Jahrhundertwende bis zum Ersten Weltkrieg. Propyläen, Frankfurt am Main 1977.
- Jan Tschichold. Supplement zu Jan Tschichold: Die neue Typographie. Ein Handbuch für zeitgemäß Schaffende. Brinkmann & Bose, Berlin 1981, S. 6 f.
- Der Maler Robert Pudlich als Zeichner, 1905–1962. München 1985.
- Schön schreiben, eine Kunst. Johann Neudörffer und die Kalligraphie des Barock. Prestel, München 1988.